# Lucy Smith
Lucy Smith (ur. 12 października 1934, zm. 27 sierpnia 2013) – norweska prawnik.

## Życiorys
Była członkiem Norweskiej Akademii Nauk i Literatury. W 1987 roku została profesorem prawa na Uniwersytecie w Oslo. Była również członkinią ONZ ds. Praw Dziecka. Zmarła 27 sierpnia 2013 roku w wieku 78 lat.